# Cosmia eugeniae
Cosmia eugeniae är en fjärilsart som beskrevs av Kardakoff 1928. Cosmia eugeniae ingår i släktet Cosmia och familjen nattflyn. Inga underarter finns listade i Catalogue of Life.